# Barnum-Effekt
Der Barnum-Effekt bezeichnet die Neigung von Menschen, vage und allgemeine, meist positive Aussagen über die eigene Person so zu interpretieren, dass sie als zutreffende Beschreibung empfunden werden. Dieses Phänomen wird auch als Forer-Effekt oder Täuschung durch persönliche Validierung (englisch personal validation fallacy) bezeichnet.
Der Begriff wurde von Paul Meehl eingeführt und ist nach dem Zirkusgründer Phineas Taylor Barnum benannt. Dieser unterhielt ein großes Kuriositätenkabinett (Barnum’s American Museum), das „jedem Geschmack“ etwas bieten sollte („a little something for everybody“). Erste Forschungen zu diesem Phänomen hatten jedoch bereits in den 1920er und 1930er Jahren in Deutschland und Frankreich stattgefunden. Unter der Bezeichnung „Verifikationsphänomen“ wurden damals schon wesentliche Aspekte des Barnum-Effekts vorweggenommen.

## Forers Studie
Der US-amerikanische Psychologe Bertram R. Forer beschreibt ein 1948 durchgeführtes Experiment, in dem er seine Studenten einen Persönlichkeitstest absolvieren ließ. Anschließend händigte er jedem als Testergebnis eine persönliche Charakterbeschreibung aus und forderte sie dazu auf, den Wahrheitsgehalt dieser Auswertung auf einer Skala von 0 (poor „mangelhaft“) bis 5 (perfect „perfekt“) zu bewerten. Der Durchschnitt lag bei 4,26 Punkten, die Auswertung wurde also mehrheitlich als sehr gut zutreffend gewertet.
Tatsächlich hatte Forer den Test überhaupt nicht ausgewertet, sondern sämtlichen Teilnehmern als angebliches Ergebnis dieselbe folgende Charakterisierung (hier gekürzt) ausgehändigt, die er angelehnt an eine frühere Studie so konstruiert hatte, dass sie möglichst universell zutreffend sein sollte:

“You have a need for other people to like and admire you, and yet you tend to be critical of yourself. While you have some personality weaknesses you are generally able to compensate for them. You have considerable unused capacity that you have not turned to your advantage. Disciplined and self-controlled on the outside, you tend to be worrisome and insecure on the inside. At times you have serious doubts as to whether you have made the right decision or done the right thing. You prefer a certain amount of change and variety and become dissatisfied when hemmed in by restrictions and limitations. You also pride yourself as an independent thinker; and do not accept others’ statements without satisfactory proof. But you have found it unwise to be too frank in revealing yourself to others. At times you are extroverted, affable, and sociable, while at other times you are introverted, wary, and reserved. Some of your aspirations tend to be rather unrealistic.”

„Sie sind auf die Zuneigung und Bewunderung anderer angewiesen, neigen aber dennoch zu Selbstkritik. Ihre Persönlichkeit weist einige Schwächen auf, die Sie aber im Allgemeinen ausgleichen können. Beträchtliche Fähigkeiten lassen Sie brachliegen, statt sie zu Ihrem Vorteil zu nutzen. Äußerlich diszipliniert und selbstbeherrscht, neigen Sie dazu, sich innerlich ängstlich und unsicher zu fühlen. Mitunter zweifeln Sie stark an der Richtigkeit Ihres Tuns und Ihrer Entscheidungen. Sie bevorzugen ein gewisses Maß an Abwechslung und Veränderung und sind unzufrieden, wenn Sie von Verboten und Beschränkungen eingeengt werden. Sie sind stolz auf Ihr unabhängiges Denken und nehmen anderer Leute Aussagen nicht unbewiesen hin. Doch finden Sie es unklug, sich anderen allzu bereitwillig zu öffnen. Manchmal verhalten Sie sich extrovertiert, leutselig und aufgeschlossen, dann aber auch wieder introvertiert, skeptisch und zurückhaltend. Manche Ihrer Hoffnungen sind ziemlich unrealistisch.“

Der Test – mit dem gleichen Text – wurde seitdem oft wiederholt. Der Durchschnittswert der „trifft zu“-Bewertung lag dabei stets um 4.

## Barnum-Aussagen
Barnum-Aussagen sind charakterbeschreibende Aussagen, die den Barnum-Effekt nutzen. Da es ihnen an Objektivität und Falsifizierbarkeit mangelt, werden sie aus unterschiedlichen Gründen als individuell zutreffende Persönlichkeitsbeschreibung gewertet. Sie betonen vor allem Aspekte, die allen Menschen gemein sind, oder Eigenschaften, die alle Menschen gerne besitzen würden. Barnum-Aussagen werden beispielsweise mit folgenden Mitteln konstruiert:
- Grundängste, die vielen Menschen gemeinsam sind, aber im privaten Kontext als individuelle Besonderheit wahrgenommen werden: „Für den Schutz Ihrer Kinder würden Sie alles tun.“
- Persönliche Wünsche, die die meisten Menschen hegen: nach einer sicheren Arbeitsstelle, einer gesunden Umwelt oder einem guten Beziehungsleben.
- Heldenhafte Charakterzüge als attraktive Selbstbeschreibung: „Wenn es hart auf hart kommt, gehören Sie zu denen, auf die man sich verlassen kann.“
- Aussagen, die sich zwischen zwei Extreme spannen: „Sie handeln gern entschlossen, sind aber auch häufig unsicher, wie Sie sich verhalten sollen.“ Die meisten Menschen kennen beides und empfinden daher die Aussage, die keine klare Gewichtung vornimmt, als individuell zutreffend.
- Aussagen mit einem undefinierten subjektiven Element. Zum Beispiel wird in der Aussage „Sie gehen nicht gern große Risiken ein“ das schwammige „groß“ subjektiv als „mir zu groß“ interpretiert, wodurch die Aussage tautologisch wird und unabhängig von der tatsächlichen individuellen Risikobereitschaft immer zutrifft.
- Unscharf-allgemeine Formulierungen wie „Sie neigen zur Faulheit“ statt überprüfbar-konkrete wie „Sie haben heute noch nichts geschafft“.
- Suggerierte Dinge: Für die Aussage „Heute könnten Sie jemanden verletzen“ wird sich in fast jedem Tagesablauf eine zutreffende Situation finden, die als Bestätigung gewertet wird.

Barnum-Aussagen sind beispielsweise in Zeitungshoroskopen enthalten, weshalb Forer bei seinen Testreihen einfach auf Zeitungshoroskope zurückgriff. Barnum-Aussagen finden auch Verwendung beim Cold Reading und beim Wahrsagen. Die Graphologie wird gleichfalls unter dem Aspekt des Barnum-Effekts betrachtet.

## Gauquelins Serienmörder-Experiment
Der französische Psychologe und Statistiker Michel Gauquelin untersuchte die Barnum-Eigenschaften pauschaler astrologischer Persönlichkeitsprofile. Dabei schickte er 1968 an 150 Personen, die er über ein Zeitungsinserat angeworben hatte, deren „ganz persönliches Horoskop“. Tatsächlich aber erhielt jede Person den gleichen Text, ein Persönlichkeitsprofil, das aus Textbausteinen eines der ersten Astrologie-Programme am Computer generiert wurde, dessen Texte der Astrologe André Barbault verfasst hatte. Zur Erstellung des Horoskops verwendete Gauquelin die Geburtsdaten des Serienmörders Marcel Petiot. Gauquelin bat die Versuchspersonen dann um die Beantwortung mehrerer Fragen, darunter die, ob sie in diesem Profil sich und ihre persönlichen Probleme wiedererkennen würden. 94 % der 150 Versuchspersonen bejahten diese Frage, 90 % fanden die Beschreibung sehr passend.
Weitere und ähnliche Beispiele finden sich in der Liste der klassischen Experimente in der Psychologie.